# Соленото езеро
„Соленото езеро“ (на английски: The Salton Sea) е американски нео-ноар криминален трилър от 2002 г. на режисьор Ди Джей Карузо, по сценарий на Тони Гейтън. Във филма участват Вал Килмър, Винсънт Д'Офорио, Адам Голдбърг, Луис Гусман, Дъг Хъчисън, Антъни Лапаля, Глен Плъмър, Питър Сарсгард, Дебора Кара Ънгър, Чандра Уест и Би Ди Уонг.
Филмът е заснет в Лос Анджелис, Ел Ей Център Студиос и Соленото езеро.
Филмът е пуснат по кината в САЩ на 26 април 2002 г.